# Emily Londot
Emily Londot (13 maggio 2002) è una pallavolista statunitense, opposto delle Omaha Supernovas.

## Biografia
Proviene da una famiglia di pallavoliste: sua madre Laurie è un'ex pallavolista a livello universitario, così come le sorelle Rachel e Alyson.

## Carriera

### Club
Muove i primi passi nei tornei scolastici dell'Ohio, giocando per la Utica HS. In seguito riceve una borsa di studio dalla Ohio State, disimpegnandosi a livello universitario in NCAA Division I dal 2020 al 2024 e ottenendo diversi riconoscimenti individuali, tra i quali quello di National Freshman of the Year.
Debutta da professionista nella Pro Volleyball Federation 2025, indossando la casacca delle Omaha Supernovas.

### Nazionale
Fa parte della nazionale statunitense under 18 che si aggiudica l'oro prima al campionato nordamericano 2018, dove viene premiata come miglior opposto, e poi al campionato mondiale 2019; con l'under 20 è invece di scena al campionato mondiale 2021.

## Palmarès

### Nazionale (competizioni minori)
- Campionato nordamericano under 18 2018
- Campionato mondiale under 18 2019

### Premi individuali
- 2018 - Campionato nordamericano under 18: Miglior opposto
- 2020 - National Freshman of the Year
- 2020 - All-America Second Team
- 2022 - All-America Second Team
- 2022 - NCAA Division I: Austin Regional All-Tournament Team